# Gargara irrorata
Gargara irrorata är en insektsart som beskrevs av William D. Funkhouser. Gargara irrorata ingår i släktet Gargara och familjen hornstritar. Inga underarter finns listade i Catalogue of Life.